# Maître de la Chronique d'Angleterre
Ne doit pas être confondu avec Maître de la Chronique scandaleuse.
Le Maître de la Chronique d'Angleterre désigne par convention un enlumineur actif entre 1470 et 1480 à Bruges. Il doit son nom à différents manuscrits de la Chronique d'Angleterre de Jean de Wavrin qu'il a enluminé. Il est spécialisé dans la peinture de manuscrits historiques.

## Éléments biographiques

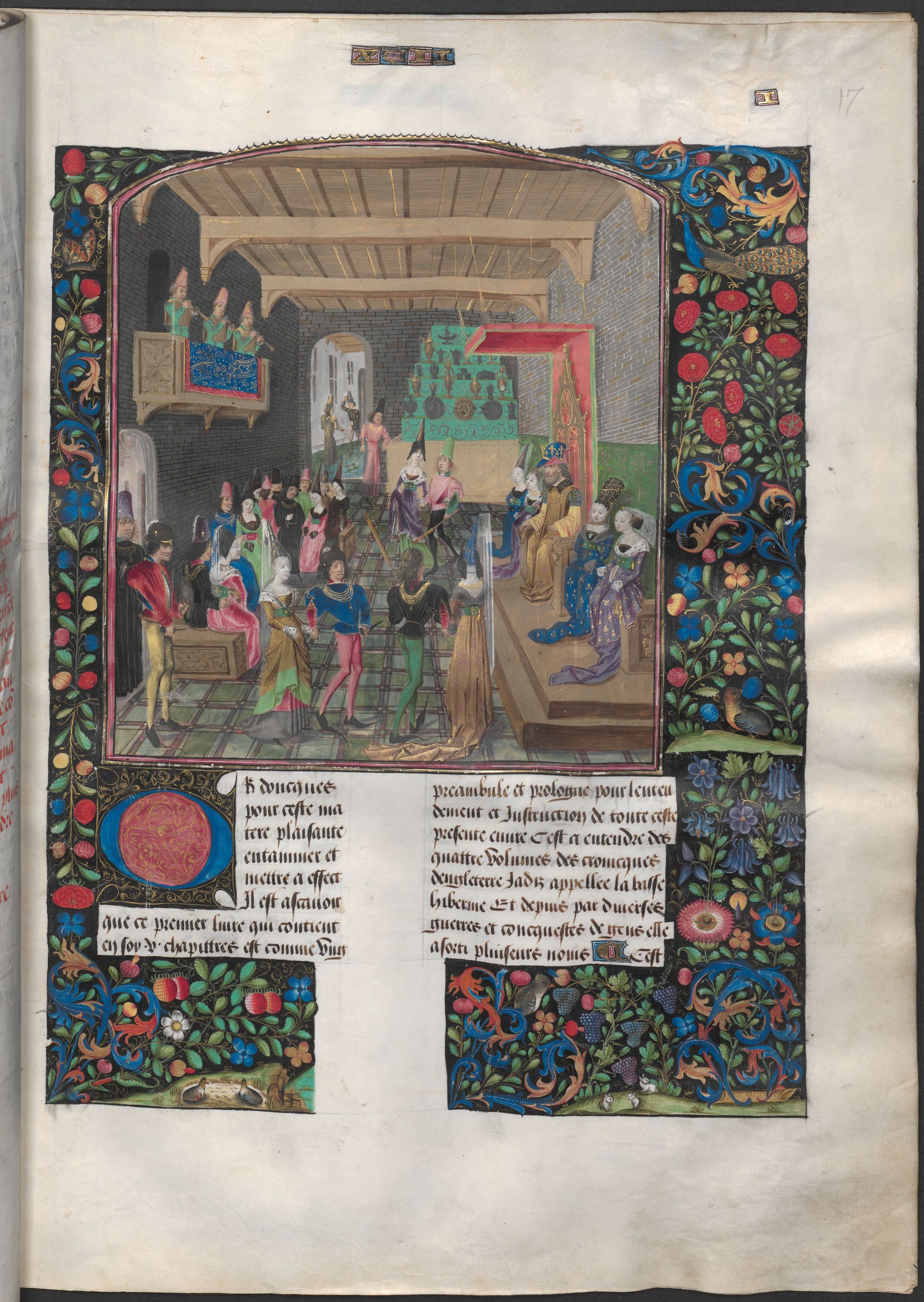
Recueil des Chroniques d'Angleterre, Bibliothèque nationale autrichienne, f.17

Le style de cet artiste est décelé pour la première fois par l'historien de l'art allemand Friedrich Winkler dans un manuscrit du premier tome de la Chronique d'Angleterre (Bibliothèque nationale autrichienne, Ms.2534). Sa main est finalement retrouvée dans six autres manuscrits du même texte qui lui a donné son nom de convention. Il s'agit d'un enlumineur installé à Bruges, spécialisé dans l'enluminure de textes historiques ou pseudo-historiques, même s'il a peint aussi quelques livres d'heures. Il a réalisé des commandes pour plusieurs bibliophiles de la cour de Bourgogne (Louis de Gruuthuse, Antoine de Bourgogne, Philippe de Clèves, Wolfert VI van Borssele) ou des bourgeois de la ville (Jan III de Baenst (nl)). Il réalise aussi des manuscrits vierges de marques de propriété destinés à la vente. Il collabore à plusieurs reprises avec l'enlumineur Philippe de Mazerolles appelé aussi parfois Maître du Froissart de Philippe de Commynes.

## Style
Les œuvres qui lui sont attribuées montrent un artiste au style très inégal et éloigné de tout naturalisme. Ses personnages sont généralement dégingandés, perchés sur de hautes jambes, aux têtes hypertrophiées, sans cou et aux coiffures protubérantes. Leurs visages sont ronds, aux yeux écartés et aux paupières lourdes. Ils prennent parfois des attitudes grimaçantes lorsqu'ils doivent exprimer des sentiments. Les paysages sont marqués aussi par des formes stylisées, avec des horizons traçant des reliefs et des arbres filiformes, des villes aux hauts murs. Ses scènes de nuit sont spectaculaires par leur usage de multiples sources lumineuses. Les encadrements des miniatures peintes par l'artiste contiennent des motifs larges, faits de fruits et de baies épais, de grotesques, d'oiseaux huppés, avec des fonds noirs ou dorés. Son style le rapproche d'artistes comme le Maître de Marguerite d'York ou le Maître d'Antoine de Bourgogne avec lesquels il collabore, alors qu'il reste très éloigné de celui de Philippe de Mazerolles.

## Œuvres attribuées

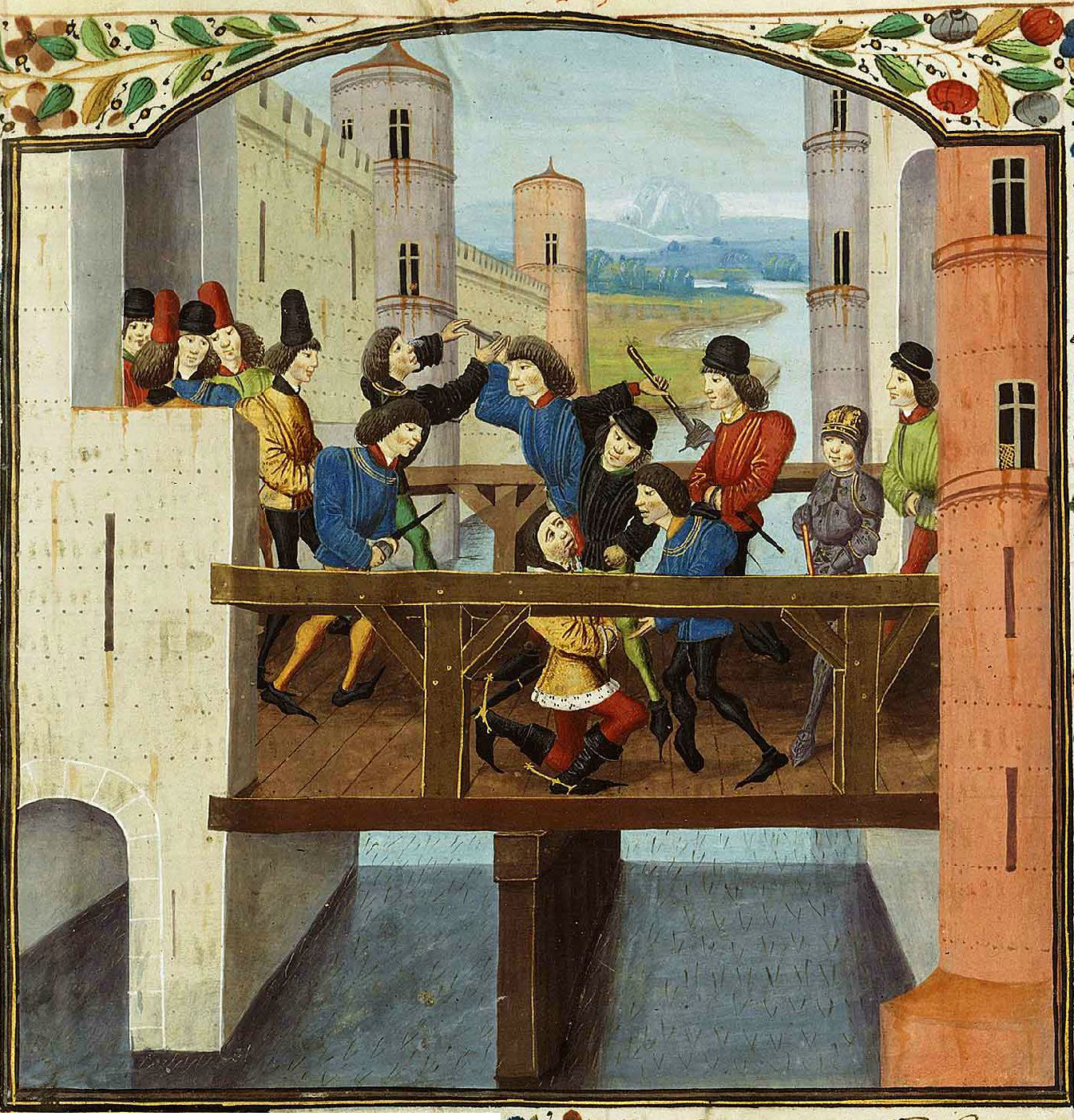
Assassinat de Jean sans Peur, Chronique de Monstrelet, BNF, Fr.2680

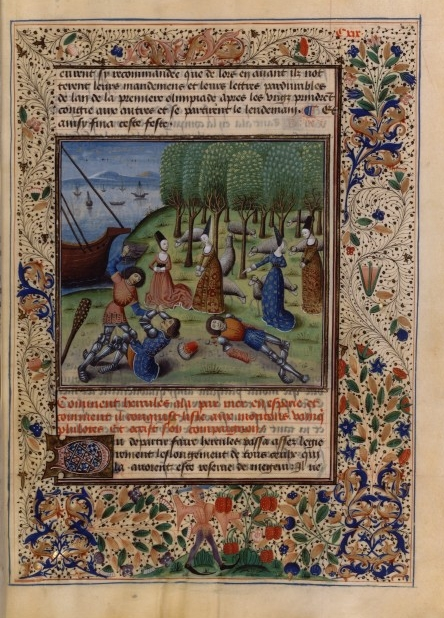
Les pommes du jardin de Hespérides, Histoires de Troie, BNF, Fr.59.

- Recueil des Chroniques d'Angleterre de Jean de Wavrin, tome 1, vers 1470, Bibliothèque nationale autrichienne, Cod.2534[3]
- Recueil des Chroniques d'Angleterre, destiné à Louis de Gruuthuse, 6 tomes, Bibliothèque nationale de France, Fr.74-85 (Les deux premiers tomes par le maître, Fr.74-77)
- Recueil des Chroniques d'Angleterre, tome 2, destiné à Jean Villa, banquier italien de Bruges, BNF, Fr.87
- Recueil des Chroniques d'Angleterre, tome 2, destiné à Perceval de Dreux, gouverneur de Leuze, Bibliothèque Huntington (San Marino (Californie)), HM 28562[4]
- Recueil des Chroniques d'Angleterre, en collaboration avec Philippe de Mazerolles et le Maître aux mains volubiles, Bibliothèque Sainte-Geneviève, Ms.935[5]
- Recueil des Chroniques d'Angleterre, tome 2, Bibliothèque de l'Arsenal, Ms.4750
- Recueil des histoires de Troie de Raoul Lefèvre, 3 miniatures, vers 1470, Bibliothèque royale de Belgique, Ms.9254
- Recueil des histoires de Troie, destiné à Louis de Gruuthuse, 39 miniatures du maître en collaboration avec Philippe de Mazerolles (2 dernières miniatures) et le Maître du Hiéron (5 premières), Bibliothèque nationale de France, Fr.59
- Recueil des histoires de Troie, Bibliothèque apostolique vaticane, Pal. lat. 1962
- Recueil des histoires de Troie, Herzog August Bibliothek, Ms. Guelf.A.I.Aug.2°
- Fleur des histoires de Jean Mansel, 2 volumes, en collaboration avec le Maître du Flavius Josèphe du musée Soane, Philippe de Mazerolles, le Maître du Froissart du Getty et le Maître aux mains volubiles, Bibliothèque royale du Danemark, Acc.2008/74 et Ms.Thott 568 2°[6]
- Faits et gestes d'Alexandre de Quinte-Curce traduit par Vasque de Lucène, destiné à Antoine de Bourgogne, vers 1469, Bibliothèque royale (Danemark), Copenhague, Ms.Thott 540
- Faits et gestes d'Alexandre, en collaboration avec Philippe de Mazerolles, entre 1468 et 1475, British Library, Burney 169[7]
- Faits et gestes d'Alexandre, en collaboration avec le Maître aux mains volubiles, vers 1470 ou 1480, Bibliothèque bodléienne, Ms.Laud.Misc.751
- Faits et gestes d'Alexandre, Château de Skokloster, coll. du comte de Brahé, Ms.131
- Faits et gestes d'Alexandre, 53 miniatures de la main du maître, BNF, Fr.47-49
- Chroniques de Hainaut, Bibliothèque de l'Arsenal, Paris, Ms.4026
- Chroniques de Hainaut, Bibliothèque Sainte-Geneviève, Ms.809-811
- Chroniques de Hainaut, coll. Heribert Tenschert, Ramsen
- Chroniques d'Enguerrand de Monstrelet pour Louis de Gruuthuse, BNF, Fr.2680
- Chroniques de Monstrelet, Bibliothèque de l'Arsenal, Ms.5084
- Chroniques de Pise, BNF, Fr.2797 et Fr.2798
- Le Temple de Boccace de Chastellain, BNF, Fr.1226
- Stede der Vrouwen (La Cité des Dames en néerl.), pour Jan III de Baenst (nl), 41 miniatures en collaboration avec le Maître de Marguerite d'York et le Maître du Livre de prières de Dresde, vers 1475, British Library, Add.20698
- La Cité de Dieu, de Saint Augustin, destiné à Wolfert VI van Borssele, bibliothèque de l'Université d'Utrecht, Ms.42
- Livre des merveilles, destiné à Louis de Gruuthuse, BNF, Fr.189
- Le Roman de Perceforest, destiné à Louis de Gruuthuse, en collaboration avec Philippe de Mazerolles, le Maître du Champion des dames, le Maître aux grisailles fleurdelisées, BNF, fr.345-348 (348 de la main du Maître)
- Chroniques de Froissart, en collaboration avec Philippe de Mazerolles, British Library, Harley 4379-4380[8]
- Bible historiale, partie IV, destinée à Édouard IV, 1 miniature du maître, les autres étant attribuées au Maître du Flavius Josèphe du musée Soane, au Maître d'Édouard IV, à Philippe de Mazerolles et à un suiveur de Loyset Liédet, British Library, Royal 15 D I[9]
- Cyropédie de Xénophon, destiné à Édouard IV, en collaboration avec Philippe de Mazerolles, British Library, Royal 16 G IX[10]
- Livre d'heures à l'usage de Rome, 40 miniatures vers 1470-1480, BNF, Latin 1156
- Livre d'oraison d'Isabeau de Roubaix, encadrement du f.4, en collaboration avec le Maître d'Antoine de Bourgogne, Bibliothèque municipale de Roubaix, ms.7